# Mysterium (roman)
Pour les articles homonymes, voir Mysterium.
Mysterium (titre original : Mysterium) est un roman de science-fiction de l'écrivain canadien Robert Charles Wilson publié aux États-Unis en 1994 puis en France en 1995.

## Résumé
Un artéfact fait d'un matériau inconnu est découvert en Turquie par une équipe d'archéologues américains. Un laboratoire de recherches en physique est construit par le gouvernement américain à Two Rivers, dans le nord du Michigan, afin de l'étudier. Alan Stern, prix Nobel de physique, est recruté pour chapeauter les recherches. Une expérience tourne mal et la localité de Two Rivers est transportée dans un univers parallèle, sur une Terre où l'histoire a divergé dès l'époque grecque antique ; la civilisation américaine y est moins avancée au niveau technique et la religion est beaucoup plus présente à tous les niveaux de la société. Les habitants de Two Rivers, initialement complètement perdus, tentent tant bien que mal de survivre dans cet environnement hostile.

## Éditions
- Mysterium, Bantam Spectra, 1er avril 1994, 276 p.  (ISBN 0-553-37365-X)
- Mysterium, J'ai lu, coll. « Science-fiction » no 3949, mai 1995, trad. Pierre-Paul Durastanti, 315 p.  (ISBN 2-277-23949-6)
- Mysterium, in recueil Mysterium, Denoël, coll. « Lunes d'encre », 10 avril 2008, trad. Pierre-Paul Durastanti, 736 p.  (ISBN 978-2-207-25975-7)
- Mysterium, Gallimard, coll. « Folio SF » no 405, 1er septembre 2011, trad. Pierre-Paul Durastanti, 416 p.  (ISBN 978-2-07-044163-1)